# Club de Fútbol Rápid
El Club de Fútbol Rápid es un club de fútbol de la localidad de Murillo de Río Leza (La Rioja) España. Fue fundado en 1967 y juega actualmente en la Regional Preferente de La Rioja.

## Historia
El equipo de Murillo de Río Leza fue fundado en 1967 iniciando su andadura dentro de las competiciones regionales de la Federación Navarra de Fútbol pasando en 1986 a la recién creada Federación Riojana de Fútbol siendo inscrito en la Primera Regional. En verano de 1989 abandonó durante dos temporadas las categorías federativas, regresando para la temporada 91-92 dentro de la Regional Preferente de La Rioja.
En la temporada 1995-96 logró su primer ascenso a Tercera División, quedando encuadrado en el Grupo XV formado por equipos navarros y riojanos en la siguiente temporada. El debut finalizó con el descenso a Preferente al finalizar como colista con 29 puntos. Repitió puesto de colista en el Grupo XV de Tercera División en la temporada 1998-99 tras lograr el título de campeón de la Preferente el curso anterior.
No regresó el equipo amarillo a Tercera División hasta la temporada 2005-06 donde logró su mejor puesto en la clasificación, 14º. Dos temporadas después perdió la categoría.
Posteriormente se convirtió en un equipo habitual de la Preferente con presencias puntuales en la Tercera División en las temporadas 2012-13 y 2016-17.
En la temporada 2017-18 el ascenso del C.D. Calahorra a Segunda B dejó una vacante en Tercera División que le fue asignada al equipo de Murillo de Río Leza al haber finalizado en 4.ª posición (primera plaza sin ascenso) en la Regional Preferente. Sólo consiguió aguantar un año antes de volver a Regional.
Volvió a una renovada Tercera Federación en el año de su inauguración, en la 2021-22, descendiendo de nuevo ese mismo año.

## Uniforme
- Primera equipación: Camiseta amarilla, pantalón azul y medias amarillas.
- Segunda equipación: Camiseta azul, pantalón blanco y medias rojas.

## Estadio
Juega actualmente en El Rozo que cuenta con una nueva grada para aproximadamente 2000 personas.

## Palmarés
Nota: en negrita competiciones vigentes en la actualidad.
| Competición regional                  | Títulos                    | Subcampeonatos    |
| ------------------------------------- | -------------------------- | ----------------- |
| Regional Preferente de La Rioja (3/2) | 1997-98, 1999-00, 2015-16. | 1994-95, 1995-96. |

## Datos del club
- Temporadas en Primera División: 0
- Temporadas en Segunda División: 0
- Temporadas en Primera Federación: 0
- Temporadas en Segunda Federación: 0
- Temporadas en Tercera Federación / Tercera División: 9
- Mejor puesto en la liga: 14.º en Tercera División de España (temporada 2005-06)

## Trayectoria

### Histórico de temporadas
| Temporada | División     | Puesto |
| --------- | ------------ | ------ |
| 1969-70   | 2.ª Regional | 15.º   |
| 1970-71   | 3.ª Regional | 11.º   |
| 1971-1973 | Inactivo     | —      |
| 1973-74   | 3.ª Regional | 3.º    |
| 1974-75   | 2.ª Regional | 8.º    |
| 1975-76   | 2.ª Regional | 4.º    |
| 1976-77   | 2.ª Regional | 4.º    |
| 1977-78   | 2.ª Regional | 3.º    |
| 1978-79   | 1.ª Regional | 12.º   |
| 1979-80   | 1.ª Regional | 12.º   |
| 1980-81   | 1.ª Regional | 12.º   |
| 1981-82   | 1.ª Regional | 15.º   |
| 1982-83   | 2.ª Regional | 8.º    |
| 1983-84   | 2.ª Regional | 3.º    |
| 1984-85   | 1.ª Regional | 16.º   |
| 1985-86   | Inactivo     | —      |
| 1986-87   | 1.ª Regional | 4.º    |
| 1987-88   | 1.ª Regional | 8.º    |
| 1988-89   | 1.ª Regional | 7.º    |

| Temporada | División        | Puesto |
| --------- | --------------- | ------ |
| 1989-1991 | Inactivo        | —      |
| 1991-92   | Preferente      | 10.º   |
| 1992-93   | Preferente      | 6.º    |
| 1993-94   | Preferente      | 7.º    |
| 1994-95   | Preferente      | 2.º    |
| 1995-96   | Preferente      | 2.º    |
| 1996-97   | 3.ª (Grupo XV)  | 21.º   |
| 1997-98   | Preferente      | 1.º    |
| 1998-99   | 3.ª (Grupo XV)  | 20.º   |
| 1999-00   | Preferente      | 1.º    |
| 2000-01   | Preferente      | 6.º    |
| 2001-02   | Preferente      | 6.º    |
| 2002-03   | Preferente      | 8.º    |
| 2003-04   | Preferente      | 13.º   |
| 2004-05   | Preferente      | 2.º    |
| 2005-06   | 3.ª (Grupo XVb) | 14.º   |
| 2006-07   | 3.ª (Grupo XVI) | 16.º   |
| 2007-08   | 3.ª (Grupo XVI) | 19.º   |
| 2008-09   | Preferente      | 10.º   |

| Temporada | División             | Puesto |
| --------- | -------------------- | ------ |
| 2009-10   | Preferente           | 16.º   |
| 2010-11   | Preferente           | 5.º    |
| 2011-12   | Preferente           | 5.º    |
| 2012-13   | 3.ª (Grupo XVI)      | 19.º   |
| 2013-14   | Preferente           | 7.º    |
| 2014-15   | Preferente           | 5.º    |
| 2015-16   | Preferente           | 1.º    |
| 2016-17   | 3.ª (Grupo XVI)      | 20.º   |
| 2017-18   | Preferente           | 4.º    |
| 2018-19   | 3.ª (Grupo XVI)      | 18.º   |
| 2019-20   | Preferente           | 7.º    |
| 2020-21   | Preferente           | 3.º    |
| 2021-22   | 3.ª RFEF (Grupo XVI) | 15.º   |
| 2022-23   | Preferente           | 7.º    |
| 2023-24   | Preferente (G2)      | 3.º    |
| 2024-25   | Preferente           | 6.º    |
| 2025-26   | Preferente           |        |

```
LEYENDA

 :Ascenso de categoría

 :Descenso de categoría
```

### Participaciones en playoffs de ascenso
| Temporada | Liga                | Ronda | Rival        | Ida | Vuelta | Global |  | Ascenso |
| --------- | ------------------- | ----- | ------------ | --- | ------ | ------ |  | ------- |
| 1994-95   | Regional Preferente | Final | C. D. Cortes | 2-1 | 3-1    | 3-4    |  |         |
| 1995-96   | Regional Preferente | Final | C. D. Idoya  | 0-0 | 3-1    | 1-3    |  |         |

## Jugadores

### Jugadores destacados
- Pablo Pinillos
- Martin Ochoa